# Бенкендорф, Александр Константинович
Граф Александр Константинович Бенкендорф (нем. Alexander Philipp  Konstantin Ludwig Graf von Benckendorff; 20 июля [1 августа] 1849, Берлин — 29 декабря 1916 [11 января 1917], Лондон) — русский дипломат из остзейского рода Бенкендорфов. В 1902—1916 гг. возглавлял российскую миссию в Великобритании.

## Биография
Сын генерала Константина Константиновича Бенкендорфа и принцессы Луизы де Круа (1825—1890). Брат П. К. Бенкендорфа. Родился в Берлине 1 августа 1849 года.
С 1868 года находился на службе в Министерстве иностранных дел. Сначала состоял при миссиях России во Флоренции и Риме. В марте 1871 года получил придворное звание камер-юнкера. С 1872 года — губернский секретарь, в 1883 году стал церемониймейстером двора с оставлением в ведомстве иностранных дел.
В 1886 году назначен первым секретарём посольств России в Риме и Вене; в 1895 году в должности советника исполнял обязанности временного поверенного в делах в Вене. С 1897 по 1902 г. в чине действительного статского советника был чрезвычайным посланником и полномочным министром России в Дании, совмещая эту должность до 1899 года с придворным чином церемониймейстера, а затем — с придворным званием «в должности гофмейстера».
В 1902—1916 годах — чрезвычайный и полномочный посол России в Великобритании в чине гофмейстера двора. Принимал участие в англо-русских переговорах 1903, 1907 годов относительно политики на Среднем Востоке и в Лондонской конференции послов великих держав в декабре 1912 года. За участие в конференции получил высочайшую благодарность Николая II «за ревностные и успешные труды».
Во время Первой мировой войны неоднократно заключал с российской стороны многосторонние соглашения и декларации с воюющими странами, в том числе Соглашение между Россией, Францией, Великобританией, Италией об условиях вступления Италии в войну (1915) и Декларацию между Россией, Францией, Великобританией, Италией, Японией о незаключении сепаратного мира (1915), а также двусторонние акты с Великобританией о принятии соглашения о необходимых мерах для обеспечения военных грузов и об американских поставках (1916).
Граф Бенкендорф, как и большинство его предков, очень плохо знал русский язык (по свидетельству К. Д. Набокова, писать по-русски вообще не умел); и поэтому, единственный из всех послов, по особому разрешению императора предоставлял свои отчёты на французском языке.
Умер 11 января 1917 года в Лондоне. Похоронен в крипте католического Вестминстерского собора в Лондоне.

## Семья

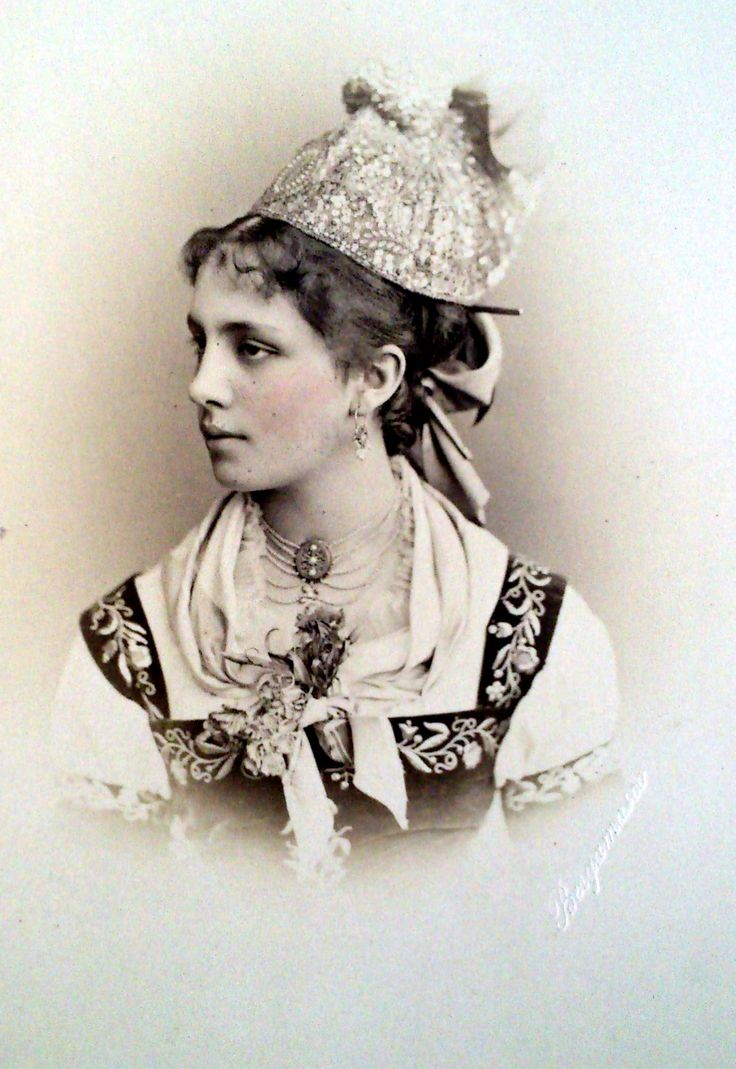
Софья Петровна, жена

С 1879 года был женат на графине Софье Петровне Шуваловой (1857—1928), дочери камергера П. П. Шувалова и внучке генерала Л. А. Нарышкина. Первые годы брака жила с мужем в его тамбовском имении Сосновка, после следовала за ним во всех его дипломатических назначениях. По воспоминаниям сына, была женщиной энергичной и предприимчивой, также была талантливым фотографом-любителем. После смерти мужа жила в Англии. В браке родились:
- Константин Александрович (нем. Konstantin; 1880—1959), лейтенант флота, участвовал в русско-японской войне, был ранен, награждён орденами, в Первой мировой войне служил на Балтике в должности старшего артиллериста линкора «Полтава». После революции служил в главном морском штабе Красного флота, дважды сидел в Бутырской тюрьме. В 1922 году женился на арфистке Марии Корчинской[2]. В 1924 году они покинули Россию и поселились в Англии, где Бенкендорф в качестве профессионального флейтиста часто выступал в концертах вместе с женой. В 1938 году на допросах, которые проводил следователь А. И. Омоловский[3], О. В. Бернард[4] показал, что, якобы, К. А. Бенкендорф возглавлял существовавшую в Москве террористическую белогвардейско-офицерскую организацию[5].
- Пётр Александрович (нем. Peter; 1882—1915), участник русско-японской войны, ротмистр лейб-гвардии Конного полка, убит во время Первой мировой войны в Литве, где его отряд прикрывал эвакуацию станции по направлению в Петроград.
- Наталья Александровна (нем. Natalie Luise; англ. Nathalie Louise; 1886—1968), с 1911 года замужем за сэром Джаспером Николасом Ридли (1887—1951), сыном министра внутренних дел виконта Ридли. Их внук Адам Ридли (род. 1942) — крупный банкир, двоюродный брат Хелены Бонэм-Картер, женат на дочери лорда Асквита.